# Nordfrisland
Nordfrisland (tysk: Nordfriesland, nordfrisisk: Nordfraschlönj eller Nordfriislon) er et kultur-geografisk område ved Sydslesvigs vestkyst i det nordlige Tyskland. Området strækker sig fra Ejderen i syd til Vidåen i nord. I Nordfrisland findes både et frisisk og dansk mindretal.
Siden 1970 er området administrativt samlet i Kreis Nordfriesland, som også omfatter dele af den slesvigske gest. Kun den nordfrisiske ø Helgoland indgik ikke i den nyoprettede kreds.

## Geografi
De nordfrisiske øer omfatter øerne fra Sild i nord til Nordstrand i syd samt flere halliger. Odden Albuen på Sild er Tysklands nordligste punkt. Dertil kommer Helgoland som Tysklands eneste højsø-ø. Sydvest for Husum strækker sig halvøen Ejdersted ud i havet.
Sild, Før og Amrum er overvejende gestøer, mens Pelvorm og Nordstrand er typiske marskøer. Marsken er den dominerende landskabstype i Nordfrisland. Det lavtliggende marskland er meget frugtbart, men også permanent i fare for at blive oversvømmet. Af denne grund er store dele af marsken sikret med diger. Disse inddæmmede områder kaldes for koge. Befolkningen på de uinddigede halliger bor på opkastede varfter, så husene ikke oversvømmes ved stormfloder.
Ud for marsklandet ligger Vadehavet. Det nordfrisiske vadehav med forland, sandbanker og priler hører til jordens største vadeområder. Siden 2009 er det nordfrisiske vadehav med på UNESCO's liste over verdens naturarv.
Længere ind i landet begynder den sandede gest, hvor der også findes mindre skove, mose- og hedeområder.

## Historie
Friserne kom i to bølger sydfra til området. I 700- og 800-tallet må de have bosat sig på gest-øerne Sild, Før og Amrum og på højereliggende terræn på Ejdersted. Marskområderne i resten af Nordfrisland blev taget i besiddelse i 1000- og 1100-tallet. Måske har konflikter med de ekspanderende franker eller den kristne mission været grunde til at flytte nordpå. Friserne blev dermed naboer til jyderne, som var bosiddende på gesten samt nord for Vidåen og til sakserne/nordtyskerne, som var bosiddende syd for Ejderen i Ditmarsken samt på Stabelholm.
Ud fra arkæologiske fund på gestøerne kunne anslås, at også nordboer var bosat på øerne. De tilsandede stenkredse i Skalnasdalen på Amrum udviste påfaldende overensstemmelser med dem på Lindholm Høje. Selvom de senere blev etnisk assimileret af friserne, efterlod de mange spor i såvel sted- og personnavne samt i ordforråd .
Digebygning, opdyrkning, hvalfangst og udvinding af frisisk salt af tørv fra vadernes bund bragte perioder med stor velstand. Men blomstringsperioderne blev flere gange afbrudt af større stormfloder. Ved den store manddrukning i 1362 forsvandt den store handelsby Rungholt i bølgerne, og i 1634 blev øen Strand delt op i flere øer. I 1700- og 1800-tallet tog de danske konger og de gottorpske hertuger initiativet til store inddigninger. Arbejdet blev ofte udført af kapitalstærke digebyggere fra Nederlandene. Dermed opstod det karakteristiske, nordfrisiske kog-landskab.
Digerne på fastlandet har i dag en samlet længde af ca. 132 km. Dertil kommer de mange ødiger og de mange ældre diger, som i tidens løb er kommet til at ligge bag de forreste nye diger. Siden 1973 regulerer Ejderdæmningen vandstanden i Ejderen og beskytter dermed også det indre land mod stormfloder.
Efter krigen i 1864 blev det nordfrisiske område ligesom det øvrige Slesvig tysk. Den nuværende Nordfrislands kreds blev dannet i 1970. Kredsen er noget større end det egentlige frisiske område, som kun omfatter øerne og det kystnære fastland.
Nordfrisland som en samlet administrativ enhed er et relativt nyt begreb. I middelalderen kaldtes de nordfrisiske herreder for Utlande og begrebet Frisland betegnede et ikke nærmere afgrænsede område uden politisk eller kulturelt centrum. Gennem historien har indbyggerne her især identificeret sig med deres herreder eller øer og ikke med et overordnet statsvæsen. På den måde bevarede de en vis traditionel selvstændighed som frisere. De politiske forhold har i århundreder været styret udefra, først fra Gottorp og København, i dag fra Kiel, Berlin og Bruxelles.

## Nordfrisisk bevægelse
I løbet af det 19. århundrede opstod der mange steder i Europa nationale bevægelser. I Sønderjylland (≈Nord- og Sydslesvig) førte det til det første nationale opgør mellem dansk og tysk, som nordfriserne heller ikke helt kunne holde sig udenfor. Christian Feddersen, der havde været præst i Nørre Haksted og som havde læst både Herder og Grundtvig, opfordrede i 1842 i skriftet Fem ord til nordfriserne nordfriserne til at slutte sig sammen for at vise, at de tilhører et frisisk folk, og i 1848 krævede Harro Harring i Bredsted en nordfrisisk republik i en pan-skandinavisk stat. En stor del af nordfriserne forblev dog tysksindede.
I 1902 stiftede tyskorienterede frisere Nordfriesischer Verein. I 1923 fulgte danskorienterede og nationale frisere med Frisisk-Slesvigsk Forening, som nu kendes under Friisk Foriining. I 1948 stiftedes (det senere nedlagte) Dansk-Frisisk Selskab i København. Etableringen af Nordfrisisk Institut i Bredsted i 1964 førte efterhånden til større samarbejde blandt nordfriserne.

## Sprog
I Nordfrisland tales både tysk (herunder nedertysk), dansk (herunder sønderjysk) og nordfrisisk i flere dialekter. Mens gesten var dansksproget, var det nordfrisiske marskland og øerne traditionelt frisisksproget. De nordfrisiske kerneområder ligger i dag i Bøking Herred, på Vesterland-Før og på Amrum.
Nordfrisisk er sammen med dansk anerkendt som mindretalssprog i Den europæiske pagt om regionale sprog eller mindretalssprog og mange nordfrisiske kommuner har tosprogede byskilte.

## Kultur
Af nordfrisiske kulturskabende kan blandt andre nævnes Jürgen Ovens, Oluf Braren og Carl Ludwig Jessen. Af nordfrisiske forfattere kan nævnes Jap Peter Hansen og Jens Emil Mungard. En nordfrisisk skønlitteratur udviklede sig dog først i 1800-tallet. Større museer findes i Husum (Nordsø Museet Husum) og på Før (Frisermuseet).
Nordfrisland byder på mange regionale traditioner som blandt andet boßeln (kuglespil), biikebrænding, ringridning og rummelpot. Biikebrænding i februar regnes som nordfrisernes nationalfest. På halvøen Ejdersted findes endnu en form for stavspring (Klotstockspringen), hvor stavspringere hopper over marskens brede grøfter eller siler med en 3 til 6 meter lang klyverstav (springstav) på. Stikken kendes også fra Nederlandene, hvor det kaldes Fierljeppen. Fra blandt andet Før og Amrum kendes udtryksfulde nordfrisiske folkedragter.
Det nordfrisiske køkken er blandt andet kendt for fisk i forskellige varianter, lammekød, grønlangkål, kærnemælkssuppe, hyldebærsuppe og melbyttel, som er en slags melbudding og som kendes også som sakkuk (på Fanø) eller posegrød (på Amager). Kendte desserter er futjes, frisertærte og frisisk bønnesuppe, som er et dessertlikør. Af regionale drikkevarer kan nævnes farisæer, død tante eller blommegløg.
I 1735 strandede et skib ved sandbanken Teknob ud for Amrum, ladet med flere te-kister. Dermed kom te-traditionen til Nordfrisland. Den nordfrisiske te serveres typisk med kandis og med søde fløde eller mælk. Udbredt er varianten med rom eller (kommen-)akvavit, som kaldes for te-punch I modsætning til Østfrisland drikkes i Nordfrisland traditonelt også bær-te såsom f. eks. hyben-te.
Af gårdtype kan blandt andet nævnes den enlængede slesvigske gård. Fra Ejdersted kendes også haubargen, som nederlændere importerede til halvøen i begyndelsen af 1600-tallet.

## Galleri
- Borgerhuse i hollandsk stil i Tønning
- Hollændermølle på Amrum
- Værftet på hallig Hoge
- Frisergård på Amrum
- Frisertærte
- Halligbrød, det nordfrisiske smørrebrød med rejer og spejlæg på fuldkornbrød
- Farisæer, kaffe med rom og flødeskum,